# (12646) Avercamp
(12646) Avercamp est un astéroïde de la ceinture principale.

## Description
(12646) Avercamp est un astéroïde de la ceinture principale. Il fut découvert le 25 septembre 1973 à l'observatoire Palomar par Cornelis Johannes van Houten, Ingrid van Houten-Groeneveld et Tom Gehrels. Il présente une orbite caractérisée par un demi-grand axe de 2,67 UA, une excentricité de 0,23 et une inclinaison de 8,9° par rapport à l'écliptique.

## Étymologie
Cet astéroïde est nommé en l'honneur d'Hendrick Avercamp.